# Liar (Silia-Kapsis-Lied)
Liar ist ein Lied der australischen Sängerin Silia Kapsis. Mit dem Titel vertrat sie Zypern beim Eurovision Song Contest 2024.

## Hintergrund
Das Lied wurde vom griechischen Komponisten Dimitris Kontopoulos mit Elke Tiel geschrieben. Silia Kapsis wurde intern vom Sender CyBC ausgewählt. Die Auswahl erfolgte, nachdem der Sender zuvor versucht hatte, die Fernsehshow Fame Story zu nutzen, um ihren Künstler auszuwählen, aber von der EBU daran gehindert wurde, da die Sendung in Griechenland produziert wird.

## Produktion
Kapsis probte den Song in Los Angeles und entwarf die Liveperformance mit ihren Choreographen. Anfang Februar 2024 reiste sie von Los Angeles nach Athen, um die Aufnahmen fertigzustellen. Nach den finalen Aufnahmen reiste sie nach Limassol auf Zypern um das offizielle Musikvideo aufzunehmen, das zugleich den Inhalt des Liedes unterstreicht. Es wurde im Kasino, City of Dreams Mediterranean, und an der Marina von Limassol aufgenommen. Erneut in Athen probte sie dann mit den sie begleitenden Tänzern für den Auftritt in Malmö.

## Beim Eurovision Song Contest
Bei der Auslosung am 30. Januar 2024 fürs Semifinale des Eurovision Song Contest 2024 in der Malmö Arena in Malmö, Schweden wurde ihm die erste Hälfte im ersten Halbfinale am 7. Mai zugelost. Am 26. März 2024 wurde ihm dort der erste Startplatz zugeteilt. Dort konnte sich der Song auf dem sechsten Platz mit 67 Punkten für das Finale qualifizieren, wo ihm der 20. Startplatz zugeteilt wurde. Er erreichte mit 78 Punkten den 15. Platz. Davon entfielen 34 Punkte auf die Jurys, bei denen der Titel auf dem 16. Platz lag, und 44 Punkte auf die Zuschauer, bei denen er den zwölften Platz belegte.